# Nishio Ishin
Nishio Ishin (西尾 維新 Nishio Ishin?) (Japón, 1981) estilizado como NisiOisiN para enfatizar que su seudónimo es un palíndromo, es un novelista japonés. Asistió a la Universidad de Ritsumeikan sin graduarse. En 2002, debutó con la novela Kubikiri Cycle (クビキリサイクル Kubikiri Saikuru?) (Zaregoto Series), con la cual ganó el 23.er Mephisto Award a los veinte años. Actualmente trabaja en Kōdansha en la Faust, una revista literaria que publica trabajos de otros autores jóvenes con influencias similares a las de las Novelas ligeras y la cultura otaku, y en la Pandora, la revista Kodansha Box. Es el guionista del manga de la Shonen Jump, Medaka Box, que terminó en abril de 2013. También es el creador de las novelas de Monogatari Series, Katanagatari, así como la novela de Death Note conocida como Death Note: Another Note.

## Resumen
Nisio Isin originalmente quería ser mangaka porque amaba el manga, pero no consiguió mejorar como dibujante (según él: "no creo que importe si el dibujo es bueno o malo mientras esté dibujado") así que se decidió por novelista. Debutó en 2002 con The Beheading Cycle: The Blue Savant and the Nonsense Bearer (クビキリサイクル 青色サヴァンと戯言遣い Kubikiri Saikuru: Aoiro Savan to Zaregoto Tsukai?) ganando el 23.° Premio Mephisto. Como tenía 20 años en ese momento, su frase clave era "20 años de Kyoto, Nisio Isin". Zaregoto Series, la saga de novelas creada a partir de su novela premiada, ocupó el primer lugar en This light novel is amazing! 2006 (このライトノベルがすごい! 2006 Kono raito noberu ga sugoi! 2006?)
"Bakemonogatari", que se publicó entre 2005 y 2006, se ha serializado como "Monogatari Series", y se han realizado varias adaptaciones a anime, manga y videojuegos.
En la revista "Faust", colaboró en el guion de los mangas Hōkago y Nanajikan-me. Desde entonces, también ha trabajado en mangas originales, y en 2009, debutó como autor original del manga "Medaka Box", publicado en la "Weekly Shonen Jump". El autorretrato en esta revista es un reloj de pulsera digital que señala las "2:40", que en japonés puede pronunciarse como "ni shi o".
Desde 2009, ha entrado en el top 10 del ranking de ventas por artista, y en 2012 ganó el primer lugar en dicho ranking.

## Persona
El seudónimo de Nisio Isin es un palíndromo, [niʃioiʃin] cuando se escribe con símbolos fonéticos. Cuando se escribe en mayúsculas, se convierte en [NISIOISIN] y puede leerse como una figura con simetría puntual.
Cuando debutó, tuvo interacciones con otros escritores como Otoichi, Yuya Sato, Kinoko Nasu, Mizuki Tsujimura entre otros, a través de proyectos de las revistas "Mephisto" y "Faust".
Su pasatiempo es viajar. Ha viajado por todo Japón y ha llevado a cabo peregrinaciones a 88 lugares en Shikoku. Le encanta leer mientras viaja

## Estilo
Desde el inicio de su debut, en las obras de Nisio predominan las conversaciones largas con juegos de palabras. También suele recurrir al uso del Manzai, un tipo de humor japonés. En relación con esto, Ryūsui Seiryōin en una entrevista le preguntó si tenía algo que ver con que fuera de la región de Kansai. Nisio respondió: "creo definitivamente que existe una persona de Kansai en mi". Nisio cree que "el dialogo hace al personaje" y enfatiza el contenido de la conversación en lugar de añadir cualquier descripción visual. Además, en sus obras aparecen muchas mujeres porque, según él, "es fácil mostrar su personalidad", y comenta que "las mujeres son abrumadoramente más atractivas como personajes que los hombres".
Las novelas de Nisio se caracterizan por hacer referencias a otras novelas, así como parodias de series famosas de manga. Entre estas, las referencias de Hellsing y Jojo's Bizarre Adventure son particularmente comunes. Es considerado como un autor que ha mezclado las convenciones de las novelas de misterio y novelas ligeras basadas en personajes.
Nisio Isin comentó que los géneros que han tenido mayor influencia en él son "cosas parecidas a la Shonen Jump" y el manga Shōjo. Entre los mangas, dice ser un fanático de JoJo's Bizarre Adventure, y cuando se reunió con su autor Hirohiko Araki, se refirió a su obra como "un manga que todos los seres humanos deberían leer". En 2011, junto con Kōhei Kadono y Ōtarō Maijō, participó en el proyecto oficial de novelización "VS JOJO" de la serie JoJo's Bizarre Adventure.
Nisio afirma que aprendió mucho de las novelas de Kiyoshi Kasai (el autor de Vampire Wars), Hiroshi Mori, Natsuhiko Kyogoku, Ryusui Seiryoin y Kouhei Kadono. También dijo que los cinco escritores eran, metafóricamente hablando, los "seres divinos" que habían dado forma y moldeado su estilo de escritura.
Tsunehiro Uno elogia a Nisio Isin por ser uno de los escritores que ha podido realizar una transición sin problemas del "Sekai System (セカイ系) o síndrome post-Evangelion" a una revista literaria.
Nisio ha declarado que no tiene planes de hacer un cross-over de "Zaregoto Series". Nisio explica que esto se debe a que él respeta mucho a Kōhei Kadono (autor de Boogie Pop Series), porque considera que es muy bueno haciendo cross-overs, por lo que él prefiere seguir el estilo opuesto. "Ningen Series" es una excepción porque comenzó como un homenaje a la relación entre "Boogie Pop Series" y "Beat's Discipline" de las novelas de Kōhei Kadono. Incluso ahora, que mantiene un cierto ritmo de escritura y desarrolla múltiples series al mismo tiempo, hasta la "Mixed Story (混物語)", no había ningún "vínculo" entre los mundos de sus obras. En cuanto a la creación de "Mixed Story", comentó que había estado siguiendo el mismo estilo de no mezclar historias durante unos 15 años, por lo que estaba pensando en intentar otro patrón pronto.
Tiene una forma única de nombrar a sus personajes. Nisio quiere definir al personaje solo por su nombre, no le da simplemente un nombre raro sino que tiene sus propias reglas para nombrarlos, pero a veces se atreve a eliminar esas reglas. Cuando se trata de nombrar personajes, se dice que es "extraño" o "extremadamente extraño".
Kousuke Fujishima en una entrevista con Nisio Isin, le comentó que tenía un estilo muy característico y que era fácil de imitar. Debido a eso, el número de obras que se han visto influenciadas por Nisio está aumentando. Autores como Hitoma Iruma, Yu Kono y Sagara han afirmado haber sido influenciados por Nisio Isin.

## Nisio Isin y la novela ligera
Las obras de Nisio son publicadas por Kodansha Novels, obras literarias publicadas como novelas, pero que a veces son clasificadas como novelas ligeras. Otsuichi hablando con Tow Ubukata sobre Nisio Isin comentó que: "Creo que entra en un sentido amplio de la novela ligera". En la revista japonesa "Nikkei Characters!" (日経 characters ! (キャラクターズ)) de enero de 2005, presentan a Nisio como un "escritor de nueva generación que trasciende el muro entre el arte literario general y las novelas ligeras". En "The Nisio Isin Chronicle" (Nishio ishin kuronikuru.) Nisio afirma que "la serie popular", aquella que tiene éxito, a menudo se la cataloga como una novela ligera.
En la versión de 2004 de This light novel is amazing! 2004 (このライトノベルがすごい! 2004 Kono raito noberu ga sugoi! 2004?), una guía japonesa sobre novelas ligeras, "Zaregoto Series" de Nisio Isin ocupó el segundo lugar. En dicha revista se discutía si de verdad "Zaregoto Series" se podía o no considerar una novela ligera. En la publicación del año siguiente de "This light novel is amazing!", "Zaregoto Series" ganó el primer puesto. En una entrevista celebrada para conmemorar esto, Nisio habló sobre si "Zaregoto Series" es o no una novela ligera: "No es una novela ligera en el sentido de: no entra en la definición de novela ligera, pero se la reconoce como novela ligera en el sentido de: una colaboración entre ilustraciones y novela es una novela ligera", afirmando que no se muestra reacio a reconocer su trabajo como una novela ligera.

## Novelas

### ZaregotoSeries
Artículo principal: Zaregoto (Versión Inglesa)
Zaregoto Series (戯言 シ リ ー ズ, Zaregoto Shirīzu) está escrita por Nisio Isin e ilustrada por Take. La serie se publicó entre febrero de 2002 y noviembre de 2005. Cuenta con dos spin-off llamados Ningen Series y Saikyō Series. Todos los libros fueron publicados en Japón por Kodansha Novels, y en Estados Unidos están siendo publicados por la editorial Del Rey. La edición japonesa terminó con nueve volúmenes en noviembre de 2005, y desde entonces se ha lanzado en una edición bunkobon.
| Volumen | Título | Formato           | Primera publicación     | ISBN                                  |
| ------- | --- | ----------------- | ----------------------- | ------------------------------------- |
| 1       | The Beheading Cycle: The Blue Savant and the Nonsense Bearer (クビキリサイクル 青色サヴァンと戯言遣い, Kubikiri Saikuru: Aoiro Savan to Zaregoto Tsukai)                        | Novela            | 5 de febrero de 2002    | ISBN 4-06-182233-0 (Edición Japonesa) |
| 1       | The Beheading Cycle: The Blue Savant and the Nonsense Bearer (クビキリサイクル 青色サヴァンと戯言遣い, Kubikiri Saikuru: Aoiro Savan to Zaregoto Tsukai)                        | Libro de bolsillo | 15 de abril de 2008     | ISBN 978-4-06-275430-9 (bunko)        |
| 2       | Strangulation Romanticist: Hitoshiki Zerozaki, Human Failure (クビシメロマンチスト―人間失格・零崎人識, Kubishime Romanchisutō: Ningen Shikkaku, Zerozaki Hitoshiki)             | Novela            | 8 de mayo de 2002       | ISBN 4-06-182250-0 (Edición Japonesa) |
| 2       | Strangulation Romanticist: Hitoshiki Zerozaki, Human Failure (クビシメロマンチスト―人間失格・零崎人識, Kubishime Romanchisutō: Ningen Shikkaku, Zerozaki Hitoshiki)             | Libro de bolsillo | 13 de junio de 2008     | ISBN 978-4-06-276077-5 (bunko)        |
| 3       | Hanging High School: The Nonsense Bearer's Pupil (クビツリハイスクール―戯言遣いの弟子, Kubitsuri Hai Sukūrū: Zaregoto Tsukai no Deshi)                                          | Novela            | 5 de agosto de 2002     | ISBN 4-06-182267-5 (Edición Japonesa) |
| 3       | Hanging High School: The Nonsense Bearer's Pupil (クビツリハイスクール―戯言遣いの弟子, Kubitsuri Hai Sukūrū: Zaregoto Tsukai no Deshi)                                          | Libro de bolsillo | 12 de agosto de 2008    | ISBN 978-4-06-276133-8 (bunko)        |
| 4       | Psycho Logical (Part One): Gaisuke Utsurigi's Nonsense Killer (サイコロジカル〈上〉兎吊木垓輔の戯言殺し, Saiko Rojikaru (Jō) Utsurigi Gaisuke no Zaregoto Koroshi)              | Novela            | 5 de noviembre de 2002  | ISBN 4-06-182283-7 (Edición Japonesa) |
| 4       | Psycho Logical (Part One): Gaisuke Utsurigi's Nonsense Killer (サイコロジカル〈上〉兎吊木垓輔の戯言殺し, Saiko Rojikaru (Jō) Utsurigi Gaisuke no Zaregoto Koroshi)              | Libro de bolsillo | 15 de octubre de 2008   | ISBN 978-4-06-276179-6 (bunko)        |
| 5       | Psycho Logical (Part Two): Sour Little Song (サイコロジカル〈下〉曳かれ者の小唄, Saiko Rojikaru (Ge) Hikaremono no Kōta)                                                        | Novela            | 5 de noviembre de 2002  | ISBN 4-06-182284-5 (Edición Japonesa) |
| 5       | Psycho Logical (Part Two): Sour Little Song (サイコロジカル〈下〉曳かれ者の小唄, Saiko Rojikaru (Ge) Hikaremono no Kōta)                                                        | Libro de bolsillo | 15 de octubre de 2008   | ISBN 978-4-06-276212-0 (bunko)        |
| 6       | Cannibal Magical: Niounomiya Siblings, Masters of Carnage (ヒトクイマジカル-殺戮奇術の匂宮兄妹, Hitokui Majikarū Satsuriku Kijutsu no Niōnomiya Kyōdai)                         | Novela            | 5 de julio de 2003      | ISBN 4-06-182323-X (Edición Japonesa) |
| 6       | Cannibal Magical: Niounomiya Siblings, Masters of Carnage (ヒトクイマジカル-殺戮奇術の匂宮兄妹, Hitokui Majikarū Satsuriku Kijutsu no Niōnomiya Kyōdai)                         | Libro de bolsillo | 12 de diciembre de 2008 | ISBN 978-4-06-276226-7 (bunko)        |
| 7       | Uprooted Radical (Part One): The Thirteen Stairs (ネコソギラジカル〈上〉十三階段, Nekosogi Rajikaru (Jō) Jūsan Kaidan)                                                          | Novela            | 5 de febrero de 2005    | ISBN 4-06-182393-0 (Edición Japonesa) |
| 7       | Uprooted Radical (Part One): The Thirteen Stairs (ネコソギラジカル〈上〉十三階段, Nekosogi Rajikaru (Jō) Jūsan Kaidan)                                                          | Libro de bolsillo | 15 de febrero de 2009   | ISBN 978-4-06-276283-0 (bunko)        |
| 8       | Uprooted Radical (Part Two): Overkill Red vs. The Orange Seed (ネコソギラジカル〈中〉赤き征裁vs.橙なる種, Nekosogi Rajikaru (Chū) Akaki Seisai vs. Tōnaru Shu)                  | Novela            | 5 de junio de 2005      | ISBN 4-06-182399-X (Edición Japonesa) |
| 8       | Uprooted Radical (Part Two): Overkill Red vs. The Orange Seed (ネコソギラジカル〈中〉赤き征裁vs.橙なる種, Nekosogi Rajikaru (Chū) Akaki Seisai vs. Tōnaru Shu)                  | Libro de bolsillo | 15 de abril de 2009     | ISBN 978-4-06-276337-0 (bunko)        |
| 9       | Uprooted Radical (Part Three): The Blue Savant and the Master of Nonsense (ネコソギラジカル〈下〉青色サヴァンと戯言遣い, Nekosogi Rajikaru (Ge) Aoiro Savan to Zaregoto Tsukai) | Novela            | 7 de noviembre de 2005  | ISBN 4-06-182400-7 (Edición Japonesa) |
| 9       | Uprooted Radical (Part Three): The Blue Savant and the Master of Nonsense (ネコソギラジカル〈下〉青色サヴァンと戯言遣い, Nekosogi Rajikaru (Ge) Aoiro Savan to Zaregoto Tsukai) | Libro de bolsillo | 12 de junio de 2009     | ISBN 978-4-06-276389-9 (bunko)        |

#### NingenSeries
Spin-off basado en el mismo universo que las novelas de Zaregoto Series. También se la conoce como "Zerozaki Ichizoku Series". Las ilustraciones también están realizadas por Take, al igual que Kodansha Novels es quien las publica.
| Volumen | Título | Formato           | Primera publicación     | ISBN                                      |
| ------- | --- | ----------------- | ----------------------- | ----------------------------------------- |
| 1       | Sōshiki Zerozaki's Human Experiment (零崎双識の人間試験, Zerozaki Sōshiki no Ningen Shiken)                                                                                       | Novela            | 6 de febrero de 2004    | ISBN 4-06-182359-0 (Edición Japonesa)     |
| 1       | Sōshiki Zerozaki's Human Experiment (零崎双識の人間試験, Zerozaki Sōshiki no Ningen Shiken)                                                                                       | Libro de bolsillo | 15 de diciembre de 2011 | ISBN 978-4-06-277121-4 (bunko)            |
| 2       | Kishishiki Zerozaki's Human Knock (零崎軋識の人間ノック, Zerozaki Kishishiki no Ningen Knock)                                                                                     | Novela            | 7 de noviembre de 2006  | ISBN 4-06-182509-7 (Edición Japonesa)     |
| 2       | Kishishiki Zerozaki's Human Knock (零崎軋識の人間ノック, Zerozaki Kishishiki no Ningen Knock)                                                                                     | Libro de bolsillo | 15 de mayo de 2012      | ISBN 978-4-06-277206-8 (bunko)            |
| 3       | Magashiki Zerozaki's Human Character (零崎曲識の人間人間, Zerozaki Magashiki no Ningen Ningen)                                                                                    | Novela            | 6 de marzo de 2008      | ISBN 978-4-06-182582-6 (Edición Japonesa) |
| 3       | Magashiki Zerozaki's Human Character (零崎曲識の人間人間, Zerozaki Magashiki no Ningen Ningen)                                                                                    | Libro de bolsillo | 15 de noviembre de 2012 | ISBN 978-4-06-277372-0 (bunko)            |
| 4       | Hitoshiki Zerozaki's Human Relations: Relations with Izumu Niōnomiya (零崎人識の人間関係 匂宮出夢との関係, Zerozaki Hitoshiki no Ningen Kankei: Niōnomiya Izumu to no Kankei)     | Novela            | 25 de marzo de 2010     | ISBN 978-4-06-182582-6 (Edición Japonesa) |
| 4       | Hitoshiki Zerozaki's Human Relations: Relations with Izumu Niōnomiya (零崎人識の人間関係 匂宮出夢との関係, Zerozaki Hitoshiki no Ningen Kankei: Niōnomiya Izumu to no Kankei)     | Libro de bolsillo | 15 de octubre de 2014   | ISBN 978-4-06-277930-2 (bunko)            |
| 5       | Hitoshiki Zerozaki's Human Relations: Relations with Iori Mutō (零崎人識の人間関係 無桐伊織との関係, Zerozaki Hitoshiki no Ningen Kankei: Mutō Iori to no Kankei)                 | Novela            | 25 de marzo de 2010     | ISBN 978-4-06-182680-9 (Edición Japonesa) |
| 5       | Hitoshiki Zerozaki's Human Relations: Relations with Iori Mutō (零崎人識の人間関係 無桐伊織との関係, Zerozaki Hitoshiki no Ningen Kankei: Mutō Iori to no Kankei)                 | Libro de bolsillo | 15 de octubre de 2014   | ISBN 978-4-06-277937-1 (bunko)            |
| 6       | Hitoshiki Zerozaki's Human Relations: Relations with Sōshiki Zerozaki (零崎人識の人間関係 零崎双識との関係, Zerozaki Hitoshiki no Ningen Kankei: Zerozaki Sōshiki to no Kankei)   | Novela            | 25 de marzo de 2010     | ISBN 978-4-06-182681-6 (Edición Japonesa) |
| 6       | Hitoshiki Zerozaki's Human Relations: Relations with Sōshiki Zerozaki (零崎人識の人間関係 零崎双識との関係, Zerozaki Hitoshiki no Ningen Kankei: Zerozaki Sōshiki to no Kankei)   | Libro de bolsillo | 15 de octubre de 2014   | ISBN 978-4-06-277934-0 (bunko)            |
| 7       | Hitoshiki Zerozaki's Human Relations: Relations with the Nonsense Bearer (零崎人識の人間関係 戯言遣いとの関係, Zerozaki Hitoshiki no Ningen Kankei: Zaregoto Tsukai to no Kankei) | Novela            | 25 de marzo de 2010     | ISBN 978-4-06-182682-3 (Edición Japonesa) |
| 7       | Hitoshiki Zerozaki's Human Relations: Relations with the Nonsense Bearer (零崎人識の人間関係 戯言遣いとの関係, Zerozaki Hitoshiki no Ningen Kankei: Zaregoto Tsukai to no Kankei) | Libro de bolsillo | 15 de octubre de 2014   | ISBN 978-4-06-277938-8 (bunko)            |

#### SaikyōSeries
Un spin-off ambientado en el universo de "Zaregoto Series". Serializado en la revista "Mephisto". Ilustraciones por Take y publicado por Kodansha Novels.
| Volumen | Título                                         | Primera publicación | ISBN                                      |
| ------- | ---------------------------------------------- | ------------------- | ----------------------------------------- |
| 1       | Jinrui saikyō no hatsukoi (人類最強の初恋)     | 23 de abril de 2015 | ISBN 978-4-06-299040-0 (Edición Japonesa) |
| 2       | Jinrui saikyō no jun'ai (人類最強の純愛)       | 7 de mayo de 2016   | ISBN 978-4-06-299074-5 (Edición Japonesa) |
| 3       | Jinrui saikyō no tokimeki (人類最強のときめき) | 19 de abril de 2017 | ISBN 978-4-06-299093-6 (Edición Japonesa) |

### JDC Tribute Series
El JCD (Japan Detectives Club) fue creado por Ryūsui Seiryōin, y Nisio Isin es uno de los varios autores que escribe novelas utilizando este entorno.
| Volumen | Título                                                                              | Primera publicación | ISBN                                      |
| ------- | ----------------------------------------------------------------------------------- | ------------------- | ----------------------------------------- |
| 1       | Double Down Kanguro (ダブルダウン勘繰郎)                                            | 5 de marzo de 2003  | ISBN 4-06-182305-1 (Edición Japonesa)     |
| 2       | Triple Play Sukeakuro (トリプルプレイ助悪郎)                                        | 6 de agosto de 2007 | ISBN 978-4-06-182538-3 (Edición Japonesa) |
| 3       | Double Down Kanguro/Triple Play Sukeakuro (ダブルダウン勘繰郎/トリプルプレイ助悪郎) | 15 de enero de 2010 | ISBN 978-4-06-276491-9 (Edición Japonesa) |

### SekaiSeries
Ilustraciones por TAGRO. Novelas publicadas por Kodansha Novels y las de tapa dura por Kodansha Box Piece.
| Volumen | Título | Formato   | Primera publicación    | ISBN                                      |
| ------- | --- | --------- | ---------------------- | ----------------------------------------- |
| 1       | Kimi to Boku no Kowareta Sekai (きみとぼくの壊れた世界)                                                      | Novela    | 5 de noviembre de 2003 | ISBN 4-06-182342-6 (Edición Japonesa)     |
| 1       | Kimi to Boku no Kowareta Sekai (きみとぼくの壊れた世界)                                                      | Tapa dura | 9 de octubre de 2007   | ISBN 978-4-06-214331-8 (Edición Japonesa) |
| 2       | Bukimi de Soboku na Kakowareta Sekai (不気味で素朴な囲われた世界)                                            | Novela    | 9 de octubre de 2007   | ISBN 978-4-06-182557-4 (Edición Japonesa) |
| 2       | Bukimi de Soboku na Kakowareta Sekai (不気味で素朴な囲われた世界)                                            | Tapa dura | 9 de octubre de 2007   | ISBN 978-4-06-214332-5 (Edición Japonesa) |
| 3       | Bukimi de Soboku na Kakowareta Kimi to Boku no Kowareta Sekai (不気味で素朴な囲われたきみとぼくの壊れた世界) | Novela    | 7 de julio de 2008     | ISBN 978-4-06-182600-7 (Edición Japonesa) |
| 4       | Bukimi de Soboku na Kakowareta Kimi to Boku no Kowareta Sekai (不気味で素朴な囲われたきみとぼくの壊れた世界) | Novela    | 4 de diciembre de 2008 | ISBN 978-4-06-182626-7 (Edición Japonesa) |
| 5       | Boku no Sekai (ぼくの世界)                                                                                   |           | Por anunciar           | Sin Publicar                              |

### Mahō Shōjo Risuka
Artículo principal: Shin Honkaku Mahō Shōjo Risuka (Versión Inglesa)
Actualmente serializado en la revista literaria "Faust". Ilustraciones de Kinu Nishimura (Capcom).
| Volumen | Título                                                   | Primera publicación | ISBN                                      |
| ------- | -------------------------------------------------------- | ------------------- | ----------------------------------------- |
| 1       | Shin Honkaku Mahō Shōjo Risuka (新本格魔法少女りすか)    | 17 de julio de 2004 | ISBN 4-06-182381-7 (Edición Japonesa)     |
| 2       | Shin Honkaku Mahō Shōjo Risuka 2 (新本格魔法少女りすか2) | 6 de marzo de 2005  | ISBN 4-06-182432-5 (Edición Japonesa)     |
| 3       | Shin Honkaku Mahō Shōjo Risuka 3 (新本格魔法少女りすか3) | 22 de marzo de 2007 | ISBN 978-4-06-182521-5 (Edición Japonesa) |
| 4       | Shin Honkaku Mahō Shōjo Risuka 0 (新本格魔法少女りすか0) | Por anunciar        | Sin publicar                              |

### MonogatariSeries
Artículo principal: Monogatari Series
Ilustraciones realizadas por VOFAN. Publicado por Kodansha BOX.
La serie fue creada por primera vez por Nisio Isin como una serie de relatos cortos para la revista Mephisto. Mientras que su serie anterior Zaregoto presentaba un gran número de personajes, cada historia de Bakemonogatari presenta solo un personaje nuevo. Las historias publicadas previamente, y algunas nuevas, finalmente se recopilaron en dos volúmenes como parte de los títulos de lanzamiento de la Kodansha Box el 1 de noviembre de 2006 y el 1 de diciembre de 2006. El primer volumen contiene tres historias tituladas Hitagi Crab (ひたぎクラブ), Mayoi Snail (まよいマイマイ) y Suruga Monkey (するがモンキー); el segundo volumen viene con dos historias recién escritas tituladas Nadeko Snake (なでこスネイク) y Tsubasa Cat (つばさキャット).
Una precuela de la serie, titulada Koyomi Vamp (こよみヴァンプ), se publicó en el primer número de la revista Pandora, luego se lanzó como un volumen separado el 7 de mayo de 2008 con el nombre de Kizumonogatari (傷物語, "Scar Story"). El primer volumen de Nisemonogatari (偽物語, "Fake Story"), una secuela de la serie, se lanzó el 2 de septiembre de 2008 y contiene la historia Karen Bee (かれんビー). El segundo volumen, contiene Tsukihi Phoenix (つきひフェニックス), se lanzó el 10 de junio de 2009. El primer volumen de Nekomonogatari (猫物語, "Cat Story") es una precuela que tiene lugar entre Kizumonogatari y Bakemonogatari. Fue lanzado el 28 de julio de 2010 y contiene Tsubasa Family (つばさファミリー).
El segundo volumen de Nekomonogatari es el comienzo de la segunda temporada de la serie y contiene Tsubasa Tiger (つばさタイガー) y fue lanzado el 29 de octubre de 2010. Kabukimonogatari (傾物語, "Slope Story") fue lanzado el 24 de diciembre de 2010 y que contiene Mayoi Jiangshi (まよいキョンシー). Hanamonogatari (花物語, "Flower Story") que contiene Suruga Devil (するがデビル)  fue lanzado el 31 de marzo de 2011. Otorimonogatari (囮物語, "Decoy Story") que contiene Nadeko Medusa (なでこメドゥーサ) fue lanzado el 30 de junio de 2011. Onimonogatari (鬼物語, "Devil Story") que contiene Shinobu Time (しのぶタイム) fue lanzado el 28 de septiembre de 2011. Koimonogatari (恋物語, "Love Story") que contiene Hitagi End (ひたぎエンド) fue lanzado el 22 de diciembre de 2011.
La tercera temporada de la serie contiene seis libros. El primero es Tsukimonogatari (憑物語, "Possess Story") que contiene Yotsugi Doll (よつぎドール). El segundo es Koyomimonogatari (暦物語, "Calendar Story") que contiene doce historias cortas. El tercero, cuarto y quinto es Owarimonogatari (終物語, "End Story") que contiene Ōgi Formula (おうぎフォーミュラ), Sodachi Riddle (そだちリドル), Sodachi Lost (そだちロスト), Shinobu Mail (しのぶメイル), Mayoi Hell (まよいヘル), Hitagi Rendezvous  (ひたぎランデブー), y Ōgi Dark (おうぎダーク). El sexto es Zoku Owarimonogatari (続・終物語, "Continued End Story") que contiene Koyomi Reverse (こよみリバース).
| Volumen | Título                                  | Primera publicación      | ISBN                                      |
| ------- | --------------------------------------- | ------------------------ | ----------------------------------------- |
| 1       | Bakemonogatari (vol. 1) (化物語 (上))   | 1 de noviembre de 2006   | ISBN 978-4-06-283602-9 (Edición Japonesa) |
| 2       | Bakemonogatari (vol. 2) (化物語 (下))   | 1 de diciembre de 2006   | ISBN 978-4-06-283607-4 (Edición Japonesa) |
| 3       | Kizumonogatari (傷物語)                 | 7 de mayo de 2008        | ISBN 978-4-06-283663-0 (Edición Japonesa) |
| 4       | Nisemonogatari (vol. 1) (偽物語 (上))   | 1 de septiembre de 2008  | ISBN 978-4-06-283679-1 (Edición Japonesa) |
| 5       | Nisemonogatari (vol. 2) (偽物語 (下))   | 10 de junio de 2009      | ISBN 978-4-06-283702-6 (Edición Japonesa) |
| 6       | Nekomonogatari (Kuro) (猫物語 (黒))     | 28 de julio de 2010      | ISBN 978-4-06-283748-4 (Edición Japonesa) |
| 7       | Nekomonogatari (Shiro) (猫物語 (白))    | 27 de octubre de 2010    | ISBN 978-4-06-283758-3 (Edición Japonesa) |
| 8       | Kabukimonogatari (傾物語)               | 24 de diciembre de 2010  | ISBN 978-4-06-283767-5 (Edición Japonesa) |
| 9       | Hanamonogatari (花物語)                 | 31 de marzo de 2011      | ISBN 978-4-06-283771-2 (Edición Japonesa) |
| 10      | Otorimonogatari (囮物語)                | 28 de junio de 2011      | ISBN 978-4-06-283776-7 (Edición Japonesa) |
| 11      | Onimonogatari (鬼物語)                  | 28 de septiembre de 2011 | ISBN 978-4-06-283781-1 (Edición Japonesa) |
| 12      | Koimonogatari (恋物語)                  | 20 de diciembre de 2011  | ISBN 978-4-06-283792-7 (Edición Japonesa) |
| 13      | Tsukimonogatari (憑物語)                | 26 de septiembre de 2012 | ISBN 978-4-06-283812-2 (Edición Japonesa) |
| 14      | Koyomimonogatari (暦物語)               | 20 de mayo de 2013       | ISBN 978-4-06-283837-5 (Edición Japonesa) |
| 15      | Owarimonogatari (vol. 1) (終物語（上）) | 21 de octubre de 2013    | ISBN 978-4-06-283857-3 (Edición Japonesa) |
| 16      | Owarimonogatari (vol. 2) (終物語（中）) | 29 de enero de 2014      | ISBN 978-4-06-283861-0 (Edición Japonesa) |
| 17      | Owarimonogatari (vol. 3) (終物語（下）) | 1 de abril de 2014       | ISBN 978-4-06-283868-9 (Edición Japonesa) |
| 18      | Zoku Owarimonogatari (続・終物語)       | 19 de septiembre de 2014 | ISBN 978-4-06-283878-8 (Edición Japonesa) |
| 19      | Orokamonogatari (愚物語)                | 5 de octubre de 2015     | ISBN 978-4-06-283889-4 (Edición Japonesa) |
| 20      | Wazamonogatari (業物語)                 | 15 de enero de 2016      | ISBN 978-4-06-283892-4 (Edición Japonesa) |
| 21      | Nademonogatari (撫物語)                 | 27 de julio de 2016      | ISBN 978-4-06-283898-6 (Edición Japonesa) |
| 22      | Musubimonogatari (結物語)               | 12 de enero de 2017      | ISBN 978-4-06-283900-6 (Edición Japonesa) |
| 23      | Shinobumonogatari (忍物語)              | 20 de julio de 2017      | ISBN 978-4-06-283902-0 (Edición Japonesa) |
| 24      | Yoimonogatari (宵物語)                  | 14 de junio de 2018      | ISBN 978-4-06-511992-1 (Edición Japonesa) |
| 25      | Amarimonogatari (余物語)                | 15 de abril de 2019      | ISBN 978-4-06-515225-6 (Edición Japonesa) |

### KatanagatariSeries
Artículo principal: Katanagatari
Epopeya de un samurái. Consta de doce volúmenes con ilustraciones por Take, se lanzó un volumen al mes durante todo el 2007. Una novela spin-off, Maniwagatari, se lanzó unos meses más tarde.
| Volumen | Título | Primera publicación     | ISBN                                      |
| ------- | --- | ----------------------- | ----------------------------------------- |
| 1       | Katanagatari Chapter 1: Zettō Kanna (刀語 第一話 絶刀・鉋)                                                                                        | 9 de enero de 2007      | ISBN 978-4-06-283611-1 (Edición Japonesa) |
| 2       | Katanagatari Chapter 2: Zantō Namakura (刀語 第二話 斬刀・鈍)                                                                                     | 1 de febrero de 2007    | ISBN 978-4-06-283604-3 (Edición Japonesa) |
| 3       | Katanagatari Chapter 2: Zantō Namakura (刀語 第二話 斬刀・鈍)                                                                                     | 1 de marzo de 2007      | ISBN 978-4-06-283619-7 (Edición Japonesa) |
| 4       | Katanagatari Chapter 2: Zantō Namakura (刀語 第二話 斬刀・鈍)                                                                                     | 2 de abril de 2007      | ISBN 978-4-06-283623-4 (Edición Japonesa) |
| 5       | Katanagatari Chapter 5: Zokutō Yoroi (刀語 第五話 賊刀・鎧)                                                                                       | 8 de mayo de 2007       | ISBN 978-4-06-283628-9 (Edición Japonesa) |
| 6       | Katanagatari Chapter 6: Sōtō Kanadzuchi (刀語 第六話 双刀・鎚)                                                                                    | 5 de junio de 2007      | ISBN 978-4-06-283631-9 (Edición Japonesa) |
| 7       | Katanagatari Chapter 7: Akutō Bita (刀語 第七話 悪刀・鐚)                                                                                         | 2 de julio de 2007      | ISBN 978-4-06-283634-0 (Edición Japonesa) |
| 8       | Katanagatari Chapter 8: Bitō Kanzashi (刀語 第八話 微刀・釵)                                                                                      | 1 de agosto de 2007     | ISBN 978-4-06-283636-4 (Edición Japonesa) |
| 9       | Katanagatari Chapter 9: Ōtō Nokogiri (刀語 第九話 王刀・鋸)                                                                                       | 3 de septiembre de 2007 | ISBN 978-4-06-283639-5 (Edición Japonesa) |
| 10      | Katanagatari Chapter 10: Seitō Hakari (刀語 第十話 誠刀・銓)                                                                                      | 1 de octubre de 2007    | ISBN 978-4-06-283643-2 (Edición Japonesa) |
| 11      | Katanagatari Chapter 11: Dokutō Mekki (刀語 第十一話 毒刀・鍍)                                                                                    | 2 de noviembre de 2007  | ISBN 978-4-06-283648-7 (Edición Japonesa) |
| 12      | Katanagatari Chapter 12: Entō Jū (刀語 第十二話 炎刀・銃)                                                                                         | 4 de diciembre de 2007  | ISBN 978-4-06-283652-4 (Edición Japonesa) |
| 13      | Maniwagatari: Maniwa Kōmori I, Maniwa Kuizame I, Maniwa Chōchō I, Maniwa Shirasagi I (真庭語 初代真庭蝙蝠 初代真庭喰鮫 初代真庭蝶々 初代真庭白鷺) |                         | ISBN 978-4-06-283687-6 (Edición Japonesa) |

- Fumon-go (不問語) (21 de enero de 2010, ISBN 978-4-06-283734-7 ) - Un CD drama lanzado para conmemorar la animación de "Katanagatari".
- Take gashū-gatana-go emaki (竹画集 刀語絵巻) (15 de enero de 2009, ISBN 978-4-06-214672-2 ) - Un libro de arte del ilustrador Take. Contiene una historia corta escrita por Nisio Isin.

### DensetsuSeries
Publicado por Kodansha Novels. Ilustraciones por Midori Foo ( "悲終Den" únicamente).
| Volumen | Título              | Primera publicación     | ISBN                                      |
| ------- | ------------------- | ----------------------- | ----------------------------------------- |
| 1       | Himei Den (悲鳴伝)  | 25 de abril de 2012     | ISBN 978-4-06-182829-2 (Edición Japonesa) |
| 2       | Hitsū Den (悲痛伝)  | 28 de febrero de 2013   | ISBN 978-4-06-182855-1 (Edición Japonesa) |
| 3       | Hisan Den (悲惨伝)  | 26 de junio de 2013     | ISBN 978-4-06-182879-7 (Edición Japonesa) |
| 4       | Hihō Den (悲報伝)   | 25 de noviembre de 2013 | ISBN 978-4-06-182888-9 (Edición Japonesa) |
| 5       | Higō Den (悲業伝)   | 2 de julio de 2014      | ISBN 978-4-06-299017-2 (Edición Japonesa) |
| 6       | Hiroku Den (悲録伝) | 26 de febrero de 2015   | ISBN 978-4-06-299044-8 (Edición Japonesa) |
| 7       | Hibō Den (悲亡伝)   | 26 de noviembre de 2015 | ISBN 978-4-06-299061-5 (Edición Japonesa) |
| 8       | Hiei Den (悲衛伝)   | 27 de diciembre de 2016 | ISBN 978-4-06-299089-9 (Edición Japonesa) |
| 9       | Hikyū Den (悲球伝)  | 26 de febrero de 2018   | ISBN 978-4-06-299113-1 (Edición Japonesa) |
| 10      | Hishū Den (悲終伝)  | 26 de marzo de 2018     | ISBN 978-4-06-299119-3 (Edición Japonesa) |

### Boukyaku TanteiSeries
Ilustraciones por VOFAN. Publicado en la Kodansha BOX.
| Volumen | Título                                                | Primera publicación     | ISBN                                      |
| ------- | ----------------------------------------------------- | ----------------------- | ----------------------------------------- |
| 1       | Okitegami Kyōko no Bibōroku (掟上今日子の備忘録)      | 14 de octubre de 2014   | ISBN 978-4-06-219202-6 (Edición Japonesa) |
| 2       | Okitegami Kyōko no Suisenbun (掟上今日子の推薦文)     | 23 de abril de 2015     | ISBN 978-4-06-219450-1 (Edición Japonesa) |
| 3       | Okitegami Kyōko no Chōsenjō (掟上今日子の挑戦状)      | 19 de agosto de 2015    | ISBN 978-4-06-219712-0 (Edición Japonesa) |
| 4       | Okitegami Kyōko no Yuigonsho (掟上今日子の遺言書)     | 7 de octubre de 2015    | ISBN 978-4-06-219784-7 (Edición Japonesa) |
| 5       | Okitegami Kyōko no Taishokunegai (掟上今日子の退職願) | 17 de diciembre de 2015 | ISBN 978-4-06-219906-3 (Edición Japonesa) |
| 6       | Okitegami Kyōko no Kon'intodoke (掟上今日子の婚姻届)  | 18 de mayo de 2016      | ISBN 978-4-06-220071-4 (Edición Japonesa) |
| 7       | Okitegami Kyōko no Kakeibo (掟上今日子の家計簿)       | 22 de agosto de 2016    | ISBN 978-4-06-220270-1 (Edición Japonesa) |
| 8       | Okitegami Kyōko no Ryokouki (掟上今日子の旅行記)      | 16 de noviembre de 2016 | ISBN 978-4-06-220376-0 (Edición Japonesa) |
| 9       | Okitegami Kyōko no Urahyoshi (掟上今日子の裏表紙)     | 23 de mayo de 2017      | ISBN 978-4-06-220576-4 (Edición Japonesa) |
| 10      | Okitegami Kyōko no Iromihon (掟上今日子の色見本)      | 17 de enero de 2018     | ISBN 978-4-06-220875-8 (Edición Japonesa) |
| 11      | Okitegami Kyōko no Jōshaken (掟上今日子の乗車券)      | 3 de octubre de 2018    | ISBN 978-4-06-513204-3 (Edición Japonesa) |
| 12      | Okitegami Kyōko no Sekkeizu (掟上今日子の設計図)      | 16 de marzo de 2020     | ISBN 978-4-06-518990-0 (Edición Japonesa) |

### BishounenSeries
Ilustraciones por Kinako. Publicado por Kodansha Taiga.
| Volumen | Título                                                                                                | Primera publicación      | ISBN                                      |
| ------- | --- | ------------------------ | ----------------------------------------- |
| 1       | Bishōnen Tantei-dan Kimi Dake ni Hikari Kagayaku Ankoku-sei (美少年探偵団 きみだけに光かがやく暗黒星) | 20 de octubre de 2015    | ISBN 978-4-06-294001-6 (Edición Japonesa) |
| 2       | Petenshi to Kūki Otoko to Bishōnen (ぺてん師と空気男と美少年)                                         | 18 de diciembre de 2015  | ISBN 978-4-06-294011-5 (Edición Japonesa) |
| 3       | Yaneura no Bishōnen (屋根裏の美少年)                                                                  | 18 de marzo de 2016      | ISBN 978-4-06-294023-8 (Edición Japonesa) |
| 4       | Oshie to Tabi suru Bishōnen (押絵と旅する美少年)                                                      | 20 de septiembre de 2016 | ISBN 978-4-06-294047-4 (Edición Japonesa) |
| 5       | Panorama-jima Bidan (パノラマ島美談)                                                                  | 18 de octubre de 2016    | ISBN 978-4-06-294049-8 (Edición Japonesa) |
| 6       | D-Zaka no Bishōnen (D坂の美少年)                                                                      | 22 de marzo de 2017      | ISBN 978-4-06-294065-8 (Edición Japonesa) |
| 7       | Bishōnen Isu (美少年椅子)                                                                             | 20 de octubre de 2017    | ISBN 978-4-06-294095-5 (Edición Japonesa) |
| 8       | Midori i no Bishōnen (緑衣の美少年)                                                                   | 23 de mayo de 2018       | ISBN 978-4-06-294122-8 (Edición Japonesa) |
| 9       | Bishōnen M (美少年M)                                                                                  | 24 de octubre de 2018    | ISBN 978-4-06-513306-4 (Edición Japonesa) |
| 10      | Bishōnen Tokage (Hikari-hen)(美少年蜥蜴【光編】)                                                      | 22 de noviembre de 2019  | ISBN 978-4-06-517422-7 (Edición Japonesa) |
| 11      | Bishōnen Tokage [Kage-hen] (美少年蜥蜴【影編】)                                                       | 20 de diciembre de 2019  | ISBN 978-4-06-518009-9 (Edición Japonesa) |

### Novelas escritas sobre obras de otros autores
- xxxHolic: Another Holic Landolt-Ring Aerosol (×××HOLiC アナザーホリック ランドルト環エアロゾル, Horikku Anazāhorikku Randoruto-Kan Earozoru) (Kodansha, 1 de agosto de 2006, ISBN 4-06-213509-4) - escrita por Nisio Isin y publicada en Japón el 1 de agosto de 2006. Esta novela cuenta con cuatro historias, de las cuales la primera es una adaptación del primer capítulo de la serie. Además, incluye ilustraciones originales realizadas por CLAMP. También se transmitió como el capítulo 17 de la versión de anime.
- Death Note Another Note: The Los Angeles BB Murder Cases (アナザーノート — ロサンゼルスBB連続殺人事件) (Shueisha, 1 de agosto de 2006, ISBN 4-08-780439-9 ) - Precuela a Death Note que narra el caso en el que Naomi Misora y L trabajaron juntos. Ilustraciones de Takeshi Obata, quien está a cargo del dibujo original de Death Note. La novela fue publicada en España por NORMA Editorial (ISBN 978-8467916782).
- JoJo's Bizarre Adventure: Over Heaven (Shueisha, 16 de diciembre de 2011, ISBN 978-4-08-780630-4) - La segunda entrega del proyecto de novelización VS JOJO para el 25 aniversario del manga "JoJo's Bizarre Adventure". Ilustración realizada por Hirohiko Araki, el autor original. La novela está protagonizada por DIO.

## Manga original

### Medaka Box
Artículo principal: Medaka Box
Akira Akatsuki se encarga del dibujo. Fue serializado en la popular revista semanal japonesa Weekly Shonen Jump publicada por Shūeisha, desde mayo de 2009 hasta abril de 2013. Shueisha ha recopilado sus 192 capítulos (más 2 capítulos especiales de Good Looser Kumagawa no numerados) en 22 tomos. En España el manga fue publicado por la Editorial Ivrea desde el 13 de julio de 2012 de forma mensual y acabó el 17 de marzo de 2017.
| Volumen | Título                                                                      | Primera publicación     | ISBN (Edición Japonesa) | ISBN (Edición España) |
| ------- | --------------------------------------------------------------------------- | ----------------------- | ----------------------- | --------------------- |
| 1       | Dirige un consejo estudiantil                                               | 7 de octubre de 2009    | ISBN 978-4-08-874776-7  | ISBN 978-8415513766   |
| 2       | No quiero que entiendas                                                     | 9 de diciembre de 2009  | ISBN 978-4-08-874778-1  | ISBN 978-8415513964   |
| 3       | Soy el presidente del consejo estudiantil                                   | 9 de febrero de 2010    | ISBN 978-4-08-874799-6  | ISBN 978-8415680369   |
| 4       | ¡Mi hermana, mi hermana, mi hermana!                                        | 7 de abril de 2010      | ISBN 978-4-08-870026-7  | ISBN 978-8415680697   |
| 5       | Normalmente fresco                                                          | 7 de julio de 2010      | ISBN 978-4-08-870076-2  | ISBN 978-8415680949   |
| 6       | ¿Para qué naciste?                                                          | 8 de septiembre de 2010 | ISBN 978-4-08-870106-6  | ISBN 978-8415922179   |
| 7       | Este es un plan de matraz                                                   | 9 de noviembre de 2010  | ISBN 978-4-08-870129-5  | ISBN 978-8415922483   |
| 8       | Me gusta                                                                    | 31 de diciembre de 2010 | ISBN 978-4-08-870166-0  | ISBN 978-8415922643   |
| 9       | Una hermana mayor llamada ballena Kurokami                                  | 9 de marzo de 2011      | ISBN 978-4-08-870194-3  | ISBN 978-8416040155   |
| 10      | Gusto en conocerte                                                          | 7 de mayo de 2011       | ISBN 978-4-08-870224-7  | ISBN 978-8416040797   |
| 11      | Sigues siendo así                                                           | 9 de agosto de 2011     | ISBN 978-4-08-870274-2  | ISBN 978-8416150014   |
| 12      | La primera barrera es B                                                     | 9 de octubre de 2011    | ISBN 978-4-08-870296-4  | ISBN 978-8416150571   |
| 13      | Medalla Gate                                                                | 7 de diciembre de 2011  | ISBN 978-4-08-870319-0  | ISBN 978-8416243143   |
| 14      | Antes de pelear con Zenyoshi                                                | 7 de marzo de 2012      | ISBN 978-4-08-870374-9  | ISBN 978-8416243846   |
| 15      | ¿Qué es "ganar"?                                                            | 9 de abril de 2012      | ISBN 978-4-08-870421-0  | ISBN 978-8416352555   |
| 16      | Vivir es dramático                                                          | 9 de julio de 2012      | ISBN 978-4-08-870467-8  | ISBN 978-8416426478   |
| 17      | Academia Hakbaiwa Departamento Ejecutivo del Consejo Estudiantil número 100 | 9 de septiembre de 2012 | ISBN 978-4-08-870501-9  | ISBN 978-8416512225   |
| 18      | Cuando esta batalla termine                                                 | 9 de diciembre de 2012  | ISBN 978-4-08-870536-1  | ISBN 978-8416604210   |
| 19      | Bienvenido a Shiranui no Sato                                               | 9 de febrero de 2013    | ISBN 978-4-08-870620-7  | ISBN 978-8416672509   |
| 20      | Búho Tsurugi                                                                | 9 de abril de 2013      | ISBN 978-4-08-870650-4  | ISBN 978-8416805105   |
| 21      | Amo a los humanos                                                           | 9 de junio de 2013      | ISBN 978-4-08-870685-6  | ISBN 978-8416905256   |
| 22      | Kurokami Medaka goza de buena salud.                                        | 9 de septiembre de 2013 | ISBN 978-4-08-870804-1  | ISBN 978-8416999323   |

- Medaka Box Complete Guidebook Medaka Books (9 de septiembre de 2013, ISBN 978-4-08-870876-8).

#### Novelas de "Medaka Box"
- Messhi Kuguhara's Ravenous Rule and Sanagi Naginoura's Forced Vote (JUMP j BOOKS, 2 de mayo de 2012, ISBN 978-4-08-703261-1).
- Richigi Eburi's False Modesty and Shikii Mukueda's Trash Manifestation (JUMP j BOOKS, 4 de junio de 2012, ISBN 978-4-08-703264-2).
- Medaka Box Gaiden Good Loser Kumagawa Novel Version (Part 1) "Suisou Is Full of Wriggling Brains" (JUMP j BOOKS, 10 de octubre de 2012, ISBN 978-4-08-703278-9).
- Medaka Box Side Story Good Loser Kumagawa Novel Version (Part 2) "The Zugzwang of Suisou Management" (JUMP j BOOKS, 19 de noviembre de 2012, ISBN 978-4-08-703280-2).
- Medaka Box Juvenile Novel Version (JUMP j BOOKS, 4 de octubre de 2013, ISBN 978-4-08-703300-7).

### Oogiri
Basado en el tema dado por el editor a cargo, Nisio escribió nueve historias cortas. Cada historia está dibujada por un mangaka diferente. El libro fue lanzado el 3 de abril de 2015 (ISBN 978-4-08-880389-0).
Norma Editorial fue quien publicó el manga en España (ISBN 978-84-679-2420-6)
| Orden de aparición | Título                                                                           | Asunto         | Dibujo            |
| ------------------ | -------------------------------------------------------------------------------- | -------------- | ----------------- |
| 1                  | La chica de la caja                                                              | Caja de cartón | Akira Akitsuki    |
| 2                  | RKD-EK9                                                                          | El cielo       | Takeshi Obata     |
| 3                  | ¿Hasta qué nivel eres capaz de matar?                                            | Animales       | Akihisa Ikeda     |
| 4                  | Hanger Strike!                                                                   | Percha         | Teppei Fukushima  |
| 5                  | La tienda de curiosidades encantadora                                            | Anillo         | Aiji Yamakawa     |
| 6                  | Explícame lo que es un fuera de juego                                            | Fútbol         | Atsushi Nakayama  |
| 7                  | Un deseo que debo hacer realidad a toda costa y otros 99 que no me vienen de ahí | Deseos         | Hikaru Nakamura   |
| 8                  | Nosotros no aprendemos de fuentes no contrastadas                                | Sudor          | Mizuki Kawashita  |
| 9                  | Una alianza sin aliados                                                          | Drama          | Renjuro Kindaichi |

#### Obras derivadas de Oogiri
- Jūni Taisen (十二大戦) (Shueisha, 19 de mayo de 2015, ISBN 978-4-08-780755-4).
- Jūni Taisen VS Jūni Taisen (十二大戦対十二大戦) (Shueisha, 12 de diciembre de 2017, ISBN 978-4-08-703440-0).

### Shōnen Shōjo
Akira Akatsuki se encarga del dibujo. Publicado en la "Jump SQ"  de febrero de 2016 hasta la edición de mayo de 2017, cuenta con tres volúmenes
| Volumen | Fecha de lanzamiento   | ISBN                                      |
| ------- | ---------------------- | ----------------------------------------- |
| 1       | 3 de junio de 2016     | ISBN 978-4-08-880710-2 (Edición Japonesa) |
| 2       | 4 de noviembre de 2016 | ISBN 978-4-08-880816-1 (Edición Japonesa) |
| 3       | 2 de mayo de 2017      | ISBN 978-4-08-881082-9 (Edición Japonesa) |

### Seishun Kijinden! 240 Gakuen
Es un 4-koma ambientado en una escuela llamada "240 Gakuen", los personajes de las obras de Isin Nisio aparecen como estudiantes y maestros. Mochiba Shiba se encarga del dibujo. La publicación empezó en el número de marzo de la Bessatsu Shonen Magazine de Kodansha. Este manga conmemora los 15 años de Nisio Isin como escritor.
| Volumen | Fecha de lanzamiento   | ISBN                                      |
| ------- | ---------------------- | ----------------------------------------- |
| 1       | 9 de agosto de 2017    | ISBN 978-4-06-510119-3 (Edición Japonesa) |
| 2       | 9 de abril de 2018     | ISBN 978-4-06-511199-4 (Edición Japonesa) |
| 3       | 7 de diciembre de 2018 | ISBN 978-4-06-513476-4 (Edición Japonesa) |

### Novelas Independientes
- Ningyou is Ningyou (ニンギョウがニンギョウ, Ningyō ga Ningyō) (Kodansha Novels, 6 de septiembre de 2005 , ISBN 4-06-182453-8)
- Refugee Detective (難民探偵, Nanmin Tantei) (Kodansha, 10 de diciembre de 2009, ISBN 978-4-06-215941-8)
- Imperfect Girl ( 少女不十分, Shōjo Fujūbun) (Kodansha Novels, 6 de septiembre de 2011, ISBN 978-4-06-182800-1) - Ilustrado por Fuu Midori.
- Lipogra! (りぽぐら!, Ripogura!) (Kodansha Novels, 6 de enero de 2014, ISBN 978-4-06-182897-1) - compilación de 15 historias diferentes escritas en lipograma con ilustraciones de varios autores, como Junji Ito o Kōji Kumeta.
- Veiled Man Hypothesis (ヴェールドマン仮説, Veerudoman Kasetsu) (Kodansha, 31 de julio de 2019, ISBN 978-4-06-516494-5) -Ilustración de Mai Yoneyama.

## Adaptaciones de novelas a manga

### Zerozaki Sōshiki no Ningen Shiken
Empezó su publicación en la "Pandora" Vol. 2 lado-A, pero fue transferido a "Monthly Afternoon" (Kodansha) y serializado desde noviembre de 2011 hasta agosto de 2013 (5 volúmenes). El dibujo es de Iruka Shiomiya.
| Volumen | Primera publicación     | ISBN                                      |
| ------- | ----------------------- | ----------------------------------------- |
| 1       | 22 de diciembre de 2011 | ISBN 978-4-06-310795-1 (Edición Japonesa) |
| 2       | 23 de mayo de 2012      | ISBN 978-4-06-387822-6 (Edición Japonesa) |
| 3       | 7 de diciembre de 2012  | ISBN 978-4-06-358418-9 (Edición Japonesa) |
| 4       | 23 de abril de 2013     | ISBN 978-4-06-387882-0 (Edición Japonesa) |
| 5       | 23 de octubre de 2013   | ISBN 978-4-06-387930-8 (Edición Japonesa) |

### Zerozaki Kishishiki no Ningen Knock
Serializada en la "Monthly Afternoon" de octubre de 2014 a noviembre de 2016 (4 volúmenes). El dibujo es de Chomoran.
| Volumen | Primera publicación     | ISBN                                      |
| ------- | ----------------------- | ----------------------------------------- |
| 1       | 23 de enero de 2015     | ISBN 978-4-06-388029-8 (Edición Japonesa) |
| 2       | 21 de agosto de 2015    | ISBN 978-4-06-388076-2 (Edición Japonesa) |
| 3       | 23 de marzo de 2016     | ISBN 978-4-06-388131-8 (Edición Japonesa) |
| 4       | 22 de noviembre de 2016 | ISBN 978-4-06-388213-1 (Edición Japonesa) |

### Okitegami Kyouko no Bibouroku
Publicada en la "Monthly Shōnen Magazine" la primera temporada de septiembre el año 2015 hasta abril de 2017. Dibujos por Yō Asami.
| Volumen | Primera publicación    | ISBN                                      |
| ------- | ---------------------- | ----------------------------------------- |
| 1       | 1 de noviembre de 2015 | ISBN 978-4-06-377343-9 (Edición Japonesa) |
| 2       | 15 de abril de 2016    | ISBN 978-4-06-377446-7 (Edición Japonesa) |
| 3       | 17 de agosto de 2016   | ISBN 978-4-06-393024-5 (Edición Japonesa) |
| 4       | 17 de enero de 2017    | ISBN 978-4-06-393118-1 (Edición Japonesa) |
| 5       | 17 de abril de 2017    | ISBN 978-4-06-393180-8 (Edición Japonesa) |

### Imperfect Girl
Serializada en la "Weekly Young Magazine"  del No. 53 de 2015 al No. 39 de 2016 (3 volúmenes). El dibujo es de Hattori Mitsuru.
| Volumen | Primera publicación  | ISBN                                      |
| ------- | -------------------- | ----------------------------------------- |
| 1       | 6 de mayo de 2016    | ISBN 978-4-06-382783-5 (Edición Japonesa) |
| 2       | 5 de agosto de 2016  | ISBN 978-4-06-382832-0 (Edición Japonesa) |
| 3       | 6 de octubre de 2016 | ISBN 978-4-06-382860-3 (Edición Japonesa) |

### Himei Den
Serializada en la "Young Magazine Third" Vol. 1 de 2016. El dibujo es de Osamu Mitsuya.
| Volumen | Primera publicación     | ISBN                                      |
| ------- | ----------------------- | ----------------------------------------- |
| 1       | 6 de mayo de 2016       | ISBN 978-4-06-382794-1 (Edición Japonesa) |
| 2       | 20 de diciembre de 2016 | ISBN 978-4-06-382895-5 (Edición Japonesa) |
| 3       | 20 de junio de 2017     | ISBN 978-4-06-382983-9 (Edición Japonesa) |
| 4       | 19 de enero de 2018     | ISBN 978-4-06-510714-0 (Edición Japonesa) |

### Bishōnen Tanteidan
Serializada en la revista "ARIA" de junio de 2016 a junio de 2018, y continuará en la "Shonen Magazine Edge" de noviembre de 2018. El dibujo es de Suzuka Oda.
| Volumen | Primera publicación     | ISBN                                      |
| ------- | ----------------------- | ----------------------------------------- |
| 1       | 7 de septiembre de 2016 | ISBN 978-4-06-380874-2 (Edición Japonesa) |
| 2       | 7 de febrero de 2017    | ISBN 978-4-06-380905-3 (Edición Japonesa) |
| 3       | 7 de agosto de 2017     | ISBN 978-4-06-380941-1 (Edición Japonesa) |

### Jūni Taisen
La serialización comenzó en la "Shonen Jump +" el 23 de septiembre de 2017. Dibujos de Akira Akatsuki.
| Volumen | Primera publicación    | ISBN                                      |
| ------- | ---------------------- | ----------------------------------------- |
| 1       | 2 de noviembre de 2017 | ISBN 978-4-08-881270-0 (Edición Japonesa) |
| 2       | 4 de enero de 2018     | ISBN 978-4-08-881328-8 (Edición Japonesa) |
| 3       | 4 de abril de 2018     | ISBN 978-4088813714 (Edición Japonesa)    |
| 4       | 4 de julio de 2018     | ISBN 978-4088814186 (Edición Japonesa)    |

### Bakemonogatari
Serializada en la "Weekly Shonen Magazine". Dibujos de Oh! Great.
Milky Way Ediciones lleva la publicación de Bakemonogatari en España.
| Volumen | Primera publicación     | ISBN (Edición Japonesa)                                          | ISBN (Edición España)  |
| ------- | ----------------------- | ---------------------------------------------------------------- | ---------------------- |
| 1       | 15 de junio de 2018     | ISBN 978-4-06-511617-3 ISBN 978-4-06-512056-9 (Edición especial) | ISBN 978-84-17373-79-5 |
| 2       | 17 de agosto de 2018    | ISBN 978-4-06-512333-1 ISBN 978-4-06-512334-8 (Edición especial) | ISBN 978-84-17373-80-1 |
| 3       | 16 de noviembre de 2018 | ISBN 978-4-06-513313-2 ISBN 978-4-06-513314-9 (Edición especial) | ISBN 978-84-17820-10-7 |
| 4       | 17 de enero de 2019     | ISBN 978-4-06-513938-7 ISBN 978-4-06-513939-4 (Edición especial) | ISBN 978-84-17820-30-5 |
| 5       | 17 de abril de 2019     | ISBN 978-4-06-514889-1 ISBN 978-4-06-514890-7 (Edición especial) | ISBN 978-84-17820-47-3 |
| 6       | 17 de julio de 2019     | ISBN 978-4-06-515314-7                                           | ISBN 978-84-17820-68-8 |
| 7       | 17 de octubre de 2019   | ISBN 978-4-06-517166-0                                           | ISBN 978-84-18222-07-8 |
| 8       | 17 de febrero de 2020   | ISBN 978-4-06-518172-0                                           | ISBN 978-84-18222-52-8 |
| 9       | 17 de mayo de 2020      | ISBN 978-4-06-518852-1                                           | ISBN 978-84-18222-68-9 |
| 10      | 17 de agosto de 2020    | ISBN 978-4-06-520335-4                                           | Aún no ha salido       |
| 11      | 17 de noviembre de 2020 | ISBN 978-4-06-521257-8                                           | Aún no ha salido       |

## Animación

### Series de televisión
| Título                          | Fecha de emisión | Numero de episodios | Director                                           | Estudio de animación |
| xxxHOLiC (Episodio 17 "Jishou") | 27 de julio de 2006 | 1 episodio          | Tsutomu Mizushima                                  | Production I.G       |
| Bakemonogatari                  | 3 de julio de 2009 - 25 de septiembre (TV) 3 de noviembre de 2009 - 26 de junio de 2010 (Web)                            | 15 episodios        | Akiyuki Shinbo                                     | SHAFT                |
| Katanagatari                    | 25 de enero de 2010 - 10 de diciembre                                                                                    | 12 episodios        | Keitaro Motonaga                                   | White Fox            |
| Nisemonogatari                  | 7 de enero de 2012 - 17 de marzo de 2012                                                                                 | 11 episodios        | Akiyuki Shinbo                                     | SHAFT                |
| Medaka Box                      | 4 de abril de 2012 - 20 de junio de 2012                                                                                 | 12 episodios        | Aki Saeki                                          | Gainax               |
| Medaka Box Abnormal             | 10 de octubre de 2012 - 26 de diciembre                                                                                  | 12 episodios        | Aki Saeki                                          | Gainax               |
| Nekomonogatari (Kuro)           | 31 de diciembre de 2012                                                                                                  | 4 episodios         | Akiyuki Shinbo (Director General) Tomoyuki Itamura | SHAFT                |
| Monogatari Series Second Season | 6 de julio de 2013 - 28 de diciembre, 16 de agosto de 2014 (Hanamonogatari)                                              | 28 episodios        | Akiyuki Shinbo (Director General) Tomoyuki Itamura | SHAFT                |
| Tsukimonogatari                 | 31 de diciembre de 2014                                                                                                  | 4 episodios         | Akiyuki Shinbo (Director General) Tomoyuki Itamura | SHAFT                |
| Owarimonogatari                 | 4 de octubre de 2015 - 20 de diciembre (primera temporada) 12 de agosto de 2017-13 de agosto de 2017 (segunda temporada) | 20 episodios        | Akiyuki Shinbo (Director General) Tomoyuki Itamura | SHAFT                |
| Juuni Taisen                    | 3 de octubre de 2017-19 de diciembre de 2017                                                                             | 12 episodios        | Naoto Hosoda                                       | Graphinica           |

### Películas de animación
- Kizumonogatari I: Tekketsu-hen (傷物語〈Ⅰ鉄血篇〉) (Estrenada el 8 de enero de 2016)
- Kizumonogatari II: Nekketsu-hen (傷物語〈Ⅱ熱血篇〉) (Estrenada el 19 de agosto de 2016)
- Kizumonogatari III: Reiketsu-hen (傷物語〈Ⅲ冷血篇〉) (Estrenada el 6 de enero de 2017)

### OVA
- Kubikiri Cycle: Aoiro Savant to Zaregototsukai (26 de octubre de 2016 - 27 de septiembre de 2017)

### Anime web
- Koyomimonogatari (9 de enero de 2016 al 27 de marzo)

### Drama televisivo
- Okitegami Kyōko no Bibōroku (10 octubre - 12 de diciembre de 2015, Nippon Television, protagonizada por: Yui Aragaki)